# Грегорио де Сильва-и-Мендоса
Грегорио де Сильва-и-Мендоса (исп. Gregorio de Silva y Mendoza; 24 апреля 1649, Пастрана — 1 сентября 1693, Мадрид) — испанский аристократ из дома Мендоса, 5-й герцог Пастрана, 9-й герцог дель Инфантадо, 7-й герцог Лерма, 6-й герцог Франкавилья, 5-й герцог Эстремера, 2-й принц Эболи и  Мелито.

## Семейное происхождение
Родился 24 апреля 1649 года в Пастране. Старший сын Родриго де Сильва Мендоса-и-Гусмана (1614—1675), 4-го герцога Пастраны (1626—1675), и его жены Каталины Гомес де Сандовал-и-Мендоса (1616—1686), 8-й герцогини дель Инфантадо (1657—1686). Семья Мендоса пришла к власти, когда она объединилась с домом Лассо де ла Вега в результате брака Леонор Лассо де ла Вега, последнего представителя этой линии, и Диего Уртадо де Мендоса, адмирала Кастилии.

## Биография
25 декабря 1675 года после смерти своего отца Грегорио де Сильва-и-Мендоса унаследовал 5-го герцога де Пастрана, 5-го герцога де Эстермера, 5-го герцога де Франкавилья, 2-го принца де Эболи и 2-го принца де Мелито.
13 июля 1686 года после смерти своей матери Грегорио де Сильва-и-Мендоса стал владельцем титулов 9-го герцога дель Инфантадо и 7-го герцога де Лерма.
В 1679 году он был отправлен в Париж со своими младшими братьями Гаспаром и Хосе, чтобы доставить новой королеве Марии Луизе Орлеанской свадебный подарок, который состоял из портрета Карлоса II, написанного Карреньо, в рамке из бриллиантов. Герцог выехал из Мадрида 30 июля и официально въехал во французский двор 14 сентября, неся дар с большой роскошью. На следующий день он вручил подарок Мари-Луизе, что привело к банкетам и вечеринкам по всему Парижу.
В 1688 году герцог дель Инфантадо он был назначен сумилье корпуса короля Испании Карла II, который в 1693 году, незадолго до своей смерти, назвал Грегорио кавалером Ордена Золотого Руна, после чего он занял ведущую роль при королевском дворе.
Он также был энтузиастом искусства, особенно отдавая предпочтение художнику Хуану Карреньо де Миранде, написавшему картину королевы Марии-Луизы. Миранда увековечила Грегорио за его покровительство в его знаменитой картине, которая висит в Музее Прадо.

## Брак и потомки
В 1666 году Грегорио женился на донье Марии де Аро-и-Гусман (4 октября 1644 — 10 февраля 1693), дочери Луиса Мендеса де Аро, первого министра короля Испании Филиппа IV, и Каталины Фернандес де Кордова-и-Арагон. От этого брака родились:
- Луиза Мария Мария де Сильва-и-Аро (25 августа 1670—1722), вышла замуж за Мануэля Переса де Гусмана, 12-го герцога Медина-Сидония (1671—1721).
- Хуан де Диос де Сильва-и-Мендоса-и-Аро (13 ноября 1672 — 9 декабря 1737), 10-й герцог дель Инфантадо, 8-й герцог Лерма, 6-й герцог Пастрана и др.
- Мануэль Мария де Сильва Мендоса-и-Толедо, 10-й граф Гальве (28 марта 1677 — 18 октября 1728), женился на Марии Терезе Альварес де Толедо-и-Аро, 11-й герцогине Альба-де-Тормес (1691—1755). Родители Фернандо де Сильва, 12-го герцога Альба (1714—1776), премьер-министра Испании.
- Мария Тереза де Сильва-и-Мендес де Аро, монахиня
- Каталина Мария де Сильва-и-Мендес де Аро (9 августа 1669—1727), вышла замуж за Хинеса Мигеля Фернандо Руиса де Кастро-и-Португалия (1666—1741), 1-го графа Лемоса.